# JustWatch
JustWatch è un sito web che offre informazioni sulla disponibilità di film e programmi televisivi su molte piattaforme di streaming legali come Netflix, HBO Max, Amazon Prime Video, Hulu, Apple TV e Disney+, tra gli altri. È disponibile anche come applicazione per il telefono e per la smart TV.
JustWatch offre un motore di ricerca che consente agli utenti di scoprire quali piattaforme digitali ospitano un particolare film o serie TV. Al novembre 2023, JustWatch era presente in 139 paesi.

## Caratteristiche
JustWatch funziona come un motore di ricerca, aggregando informazioni da servizi di streaming video on demand sulla disponibilità online di film e serie TV. Aggrega informazioni da oltre 100 librerie di contenuti video, oltre che fornire informazioni sulla qualità della risoluzione video, sui prezzi e sulle opzioni di acquisto o noleggio. Il sito Web contiene vari filtri per la ricerca, tra cui genere, prezzo, data di uscita, valutazione e popolarità. Gli utenti possono anche creare liste di serie TV e film e condividerle con altri utenti.

## Storia
JustWatch GmbH è una società privata internazionale di database con sede a Berlino, Germania. L'azienda è specializzata nella disponibilità online di film e serie TV. Oltre al sito web rivolto agli utenti, l'azienda ha anche un ramo focalizzato sulla pubblicità, JustWatch Media. JustWatch Media lavora con clienti aziendali. Utilizza dati su ciò che le persone guardano, raccolti dal comportamento degli utenti, per aiutare le società di intrattenimento a personalizzare le loro strategie di marketing. I suoi clienti includono Universal Pictures, Paramount Pictures e Sony Pictures, tra gli altri.
Lo sviluppo del sito web è iniziato nel 2014 ed è stato lanciato negli Stati Uniti e in Germania nel febbraio 2015.
Nel 2018 l’azienda ha ricevuto finanziamenti per migliorare i database all’interno dell’Unione Europea.
Nel dicembre 2019, la società ha acquisito un servizio di aggregazione di streaming rivale, GoWatchIt, da Plexus Entertainment. JustWatch ha inoltre utilizzato l'acquisizione per aprire il suo primo ufficio a New York.
Nel 2019 JustWatch contava oltre 10 milioni di utenti in 38 paesi. Nel 2020, il servizio di aggregazione di streaming dell'azienda era disponibile in oltre 45 paesi. Nel novembre 2023 era disponibile in 139 paesi e contava oltre 40 milioni di utenti mensili.

### Fondazione
JustWatch è stata co-fondata nel 2014 da David Croyé, Cristoph Hoyer, Kevin Hiller, Dominik Raute, Ingke Weimert e Michael Wilken.
In un post sul blog aziendale del febbraio 2017, Croyé ha descritto come il gruppo di co-fondatori avesse in precedenza "lavorato in ruoli di primo piano presso start-up tecnologiche internazionali di successo a Berlino". Croyé, che attualmente detiene il titolo di CEO presso JustWatch GmbH, aveva precedentemente lavorato come Chief Marketing Officer presso kaufDA [de], un servizio europeo di coupon e promozioni mobili basato sulla localizzazione. Il background di altri co-fondatori includeva il tempo trascorso presso la società ad-tech Trademob e il sito di streaming MyVideo.
Inizialmente, il capitale iniziale per il sito web proveniva dagli stessi fondatori. Croyé in particolare ha potuto reinvestire i fondi ottenuti dalla vendita di kaufDA ad Axel Springer, una società di media europea, nel marzo 2011. Dal 2015, la società ha avuto almeno un ulteriore round di finanziamento iniziale, con investitori gruppi di venture capital come CG Partners e STS Ventures.